# Lubraniec
Lubraniec is een stad in het Poolse woiwodschap Koejavië-Pommeren, gelegen in de powiat Włocławski. De oppervlakte bedraagt 1,94 km², het inwonertal 3235 (2005).

## Verkeer en vervoer
- Station Lubraniec
- Station Lubraniec Miasto